# Olenecamptus octomaculatus
Olenecamptus octomaculatus là một loài bọ cánh cứng trong họ Cerambycidae.